# Courbet (thiết giáp hạm Pháp) (1911)
Courbet là chiếc dẫn đầu của lớp thiết giáp hạm Courbet bao gồm bốn chiếc, những thiết giáp hạm thế hệ dreadnought đầu tiên được chế tạo cho Hải quân Pháp. Nó được hoàn tất trước Chiến tranh Thế giới thứ nhất như một phần của Chương trình Phát triển Hải quân 1911, và được đặt tên nhằm tôn vinh Đô đốc Amédée Courbet. Nó trải qua Thế Chiến I tại Địa Trung Hải, góp phần vào việc đánh chìm tàu tuần dương bảo vệ Áo-Hung SMS Zenta vào tháng 8 năm 1914, rồi trải qua thời gian còn lại của cuộc chiến tranh tiến hành cuộc Phong tỏa Otranto nhằm cô lập lực lượng Hải quân Áo-Hung trong biển Adriatic. Mặc dù được nâng cấp nhiều lần trước Chiến tranh Thế giới thứ hai, nó vẫn không được xem là một thiết giáp hạm hàng đầu, và đã trải qua hầu hết thời gian giữa hai cuộc thế chiến trong vai trò một tàu huấn luyện tác xạ.
Với việc Đức xâm chiếm Pháp bắt đầu vào ngày 10 tháng 5 năm 1940, Courbet được vội vã tái vũ trang. Nó đã hỗ trợ cho lực lượng Đồng Minh vào việc phòng thủ Cherbourg trong tháng 6, và đến cuối tháng đã tháo chạy sang Anh Quốc. Như một phần của Chiến dịch Catapult, nó bị lực lượng Anh chiếm vào ngày 3 tháng 7 tại Portsmouth, rồi chuyển cho lực lượng Pháp Tự Do một tuần sau đó. Nó được sử dụng tại đây như một tàu kho chứa và một tàu phòng không cho đến ngày 31 tháng 3 năm 1941, khi nó được giải giáp. Động cơ và nồi hơi được tháo dỡ vào năm 1944 nhằm chuẩn bị cho việc sử dụng nó như một đê chắn sóng trong cuộc đổ bộ vào Normandy vào tháng 6 năm 1944. Sau chiến tranh nó được tháo dỡ ngay tại chỗ.

## Thiết kế và chế tạo

### Thiết kế

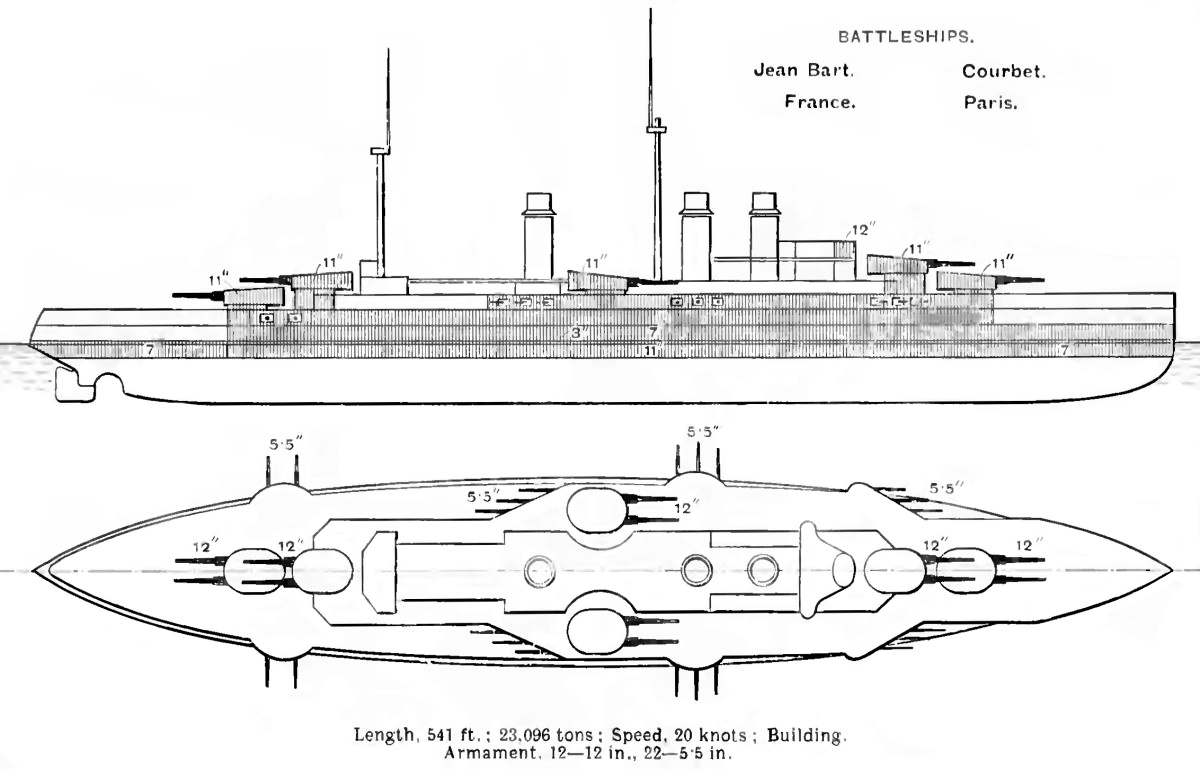
Sơ đồ mạn phải và sàn tàu của lớp Courbet như được mô tả trong Niên giám Hải quân Brassey 1912

Courbet có chiều dài chung 166 m (544 ft 7 in); bề rộng mạn thuyền 27 m (88 ft 7 in); và có mớn nước 9,04 m (29 ft 8 in) ở mũi tàu khi đầy tải. Nó có trọng lượng choán nước tiêu chuẩn 23.475 tấn (23.104 tấn Anh) và 25.579 tấn (25.175 tấn Anh) khi đầy tải. Nó tỏ ra bị ướt khi hoạt động, bị nặng phần mũi tàu do những tháp pháo bắn thượng tầng phía trước.
Courbet có hệ thống động cơ bao gồm bốn turbine hơi nước Parsons dẫn động trực tiếp công suất 28.000 shp (21.000 kW). Nó có 24 nồi hơi ống nước Niclausse đốt than có phun dầu bổ trợ. Nó dự định có tốc độ thiết kế tối đa 21 hải lý trên giờ (39 km/h; 24 mph), và đã đạt được 22 hải lý trên giờ (41 km/h; 25 mph) vào lúc chạy thử máy. Nó mang theo cho đến 2.700 tấn Anh (2.743 t) than và 906 tấn Anh (921 t) dầu, đạt được tầm hoạt động 4.200 hải lý (7.800 km; 4.800 mi) ở tốc độ đường trường 10 hải lý trên giờ (19 km/h; 12 mph).
Dàn pháo chính của Courbet bao gồm mười hai khẩu Hải pháo 305 mm/45 Modèle 1906 được bố trí trên sáu tháp pháo, với hai tháp pháo bắn thượng tầng phía trước và phía sau, cùng hai tháp pháo bên mạn tàu. Các khẩu pháo này chỉ có góc nâng tối đa 12°. Để phòng thủ chống lại tàu phóng lôi, nó mang theo 22 khẩu hải pháo 138 mm Modèle 1910 bố trí trên các ụ tháp pháo. Bốn khẩu pháo Hotchkiss 47 mm (1,9 in) Modèle 1902 được trang bị, gồm hai khẩu mỗi bên mạn. Courbet còn được trang bị bốn ống phóng ngư lôi ngầm 450 mm (18 in) Modèle 1909 và mang theo 12 quả ngư lôi.
Đai giáp chính của Courbet mở rộng xuống bên dưới mực nước khá nhiều, do người Pháp lo ngại về việc bị bắn trúng dưới nước. Vỏ giáp chính cũng mỏng hơn so với những chiếc tương đương của Anh hay Đức, nhưng che phủ một khu vực rộng hơn. Nó dày 270 mm (11 in) trong khoảng giữa tháp pháo phía trước và phía sau, vót thon còn 180 mm (7,1 in) về phía mũi và đuôi tàu, và được mở rộng 2,4 m (7 ft 10 in) bên dưới mực nước thông thường. Bên trên đai giáp chính là một đai giáp khác dày 180 mm (7,1 in), che phủ bên hông và dàn vũ khí hạng hai cho đến sàn phía trước, sâu 4,5 m (15 ft) giữa tháp pháo phía trước và phía sau. Tháp chỉ huy có vỏ giáp dày 300 mm (12 in). Tháp pháo chính có mặt trước dày 290 mm (11,4 in), 250 mm (9,8 in) bên hông và 100 mm (3,9 in) trên nóc. Bệ của chúng có lớp giáp dày 280 mm (11 in). Cấu trúc tàu không có những vách ngăn chống ngư lôi, mặc dù có một vách ngăn dọc ngang hàng với các khoảng động cơ được sử dụng như kho chứa than hay để trống.

### Chế tạo
Courbet được chế tạo tại Xưởng vũ khí Lorient tại Lorient, được đặt lườn vào ngày 1 tháng 9 năm 1910, được hạ thủy vào ngày 23 tháng 9 năm 1911. Nó được hoàn tất vào ngày 19 tháng 11 năm 1913 và đã hoàn tất việc chạy thử máy trước khi Chiến tranh Thế giới thứ nhất nổ ra.

## Lịch sử hoạt động

### Chiến tranh Thế giới thứ nhất
Courbet gia nhập Đội 1 trực thuộc Hải đội 1 Hạm đội Địa Trung Hải Pháp tại Toulon, vào lúc đưa ra hoạt động năm 1913. Khi Thế Chiến I nổ ra, nó trở thành soái hạm của Phó Đô đốc Augustin Boué de Lapeyrère, Tư lệnh Hải đội 1, cho đến ngày 12 tháng 4 năm 1915. Lapeyrère quyết định càn quét ngay vào biển Adriatic gây bất ngờ cho những con tàu Áo đang tiến hành phong tỏa Montenegro. Liên quân Anh-Pháp, trong đó có cả con tàu chị em Jean Bart, đã thành công trong việc cắt ngang và đánh chìm tàu tuần dương bảo vệ Áo-Hung SMS Zenta trong Trận Antivari ngoài khơi Bar vào ngày 16 tháng 8 năm 1914, mặc dù chiếc tàu khu trục theo hộ tống đã tìm cách chạy thoát.
Courbet trải qua hầu hết thời gian còn lại của năm 1914 bắn pháo hỗ trợ cho quân đội Montenegro cho đến khi tàu ngầm Áo-Hung SMU U-12 bắn một quả ngư lôi trúng Jean Bart vào ngày 21 tháng 12 năm 1914 ngoài khơi đảo Sazan. Vụ tấn công này đã buộc các thiết giáp hạm phải rút lui về Malta hay Bizerte để bảo vệ cho cuộc phong tỏa Otranto. Sau khi Pháp chiếm đóng hòn đảo trung lập Corfu của Hy Lạp vào năm 1916, nó được chuyển lên Corfu và Argostoli, nhưng chỉ có những hoạt động rất giới hạn vì nhiều người trong số thủy thủ đoàn được điều sang các tàu chống tàu ngầm.
Trước khi chiến tranh kết thúc, Courbet được trang bị bổ sung bảy khẩu pháo phòng không 75 milimét (3 in) Modèle 1918 trên các bệ nòng đơn. Những khẩu pháo này được thích ứng từ kiểu pháo dã chiến Modèle 97 75-mm.

### Giữa hai cuộc thế chiến
Courbet trở thành soái hạm của Phó Đô đốc Charlier từ ngày 6 tháng 6 năm 1919 đến ngày 20 tháng 10 năm 1920. Nó trở thành một tàu huấn luyện tác xạ tại Toulon vào năm 1921, nhưng mắc phải một đám cháy nồi hơi nghiêm trọng vào tháng 6 năm 1923, buộc phải sửa chữa đồng thời được nâng cấp từ tháng 7 năm 1923 đến tháng 4 năm 1924 tại La Seyne-sur-Mer. Công việc này bao gồm thay thế một bộ nồi hơi bằng kiểu đốt dầu, sáp nhập hai ống khói phía trước, gia tăng góc nâng tối đa của dàn pháo chính từ 12° lên 23°, tháo dỡ vỏ giáp phía mũi để cải thiện tính năng đi biển, trang bị một hệ thống kiểm soát hỏa lực với một máy đo tầm xa 4,57 mét (15 ft 0 in) bên trên cột ăn-ten ba chân phía trước cùng một máy đo tầm xa thử nghiệm 7,6 mét (24 ft 11 in) bên trên tháp chỉ huy.
Courbet còn chịu một đám cháy nồi hơi khác vào tháng 18 năm 1924 và phải vào ụ tàu cho đến hết năm đó, trước khi quay trở lại vai trò tàu huấn luyện tác xạ.
Nó được tái trang bị rộng rãi hơn nữa từ tháng 1 năm 1927 đến tháng 1 năm 1931; khi một bộ nồi hơi khác được cải biến sang đốt dầu, các turbine dẫn động trực tiếp áp lực cao và trung bình được thay thế bằng turbine hộp số. Hệ thống kiểm soát hỏa lực cũng được nâng cấp toàn diện: một bộ điều khiển hỏa lực lớn kiểu tàu tuần dương được bổ sung bên trên cột ăn-ten trước với một máy đo tầm xa trùng khớp 4,57 m và một máy đo tầm xa lập thể 3 mét (9 ft 10 in). Máy đo tầm xa bên trên tháp chỉ huy được thay thế bằng một bộ kép mang hai máy đo tầm xa 4,57 m, cùng một máy đo tầm xa 4,57 m khác được bổ sung bên trên nóc bọc thép bên cạnh cột ăn-ten chính. Hai bộ điều khiển dành cho pháo hạng hai được bổ sung bên trên cầu tàu hoa tiêu, mỗi bộ gồm một máy đo tầm xa trùng khớp 2 mét (6 ft 7 in). Một máy đo tầm xa 8,2 mét (26 ft 11 in) được bổ sung bên trên tháp pháo 'B' và một bộ thứ hai trước mũi. Các khẩu pháo phòng không Modèle 1918 được đổi sang Modèle 1922 và được cung cấp ba máy đo tầm xa 1,5 mét (4 ft 11 in), một bên trên hệ thống kép trên tháp chỉ huy, một trên tháp pháo 'B' và một trên cấu trúc thượng tầng phía sau. Các khẩu pháo 75 mm có khả năng hạ tối đa đến góc 10° và nâng tối đa đến 90°, bắn ra đạn pháo 5,93 kilôgam (13,1 lb) ở lưu tốc đầu đạn 850 m/s (2.800 ft/s) và một tốc độ bắn 8–18 phát mỗi phút; trần bắn hiệu quả tối đa là 8.000 mét (26.000 ft).
Courbet được chuyển từ tàu huấn luyện tác xạ sang tàu huấn luyện hoa tiêu vào năm 1937, trước khi trải qua đợt tái trang bị cuối cùng trước chiến tranh từ tháng 4 năm 1937 đến tháng 9 năm 1938, tháo dỡ các ống phóng ngư lôi và đại tu các nồi hơi. Đến năm 1939 nó quay trở lại vai trò tàu huấn luyện tác xạ, nhưng được lệnh đi đến Brest và Quiberon cùng với con tàu chị em Paris khi Thế Chiến II nổ ra.

### Chiến tranh Thế giới thứ hai
Courbet và con tàu chị em Paris hình thành nên Hải đội 5 vào lúc bắt đầu chiến tranh. Chúng được chuyển sang Đại Tây Dương để tiếp tục các nhiệm vụ huấn luyện mà không bị ảnh hưởng bởi tình hình chiến sự. Cả hai được lệnh của Đô đốc Mord chuyển sang tình trạng sẵn sàng chiến đấu vào ngày 21 tháng 5 năm 1940, và dàn hỏa lực phòng không của chúng được bổ sung sáu khẩu đội súng máy Hotchkiss 13,2 mm hai nòng và hai súng máy Browning 13,2 mm nòng đơn tại Cherbourg. Courbet được lệnh hỗ trợ hỏa lực cho lực lượng phòng thủ Cherbourg chống lại Sư đoàn Xe tăng 7 Đức đang tiến quân, và hỗ trợ cho việc triệt thoái lực lượng đồng Minh khỏi thị trấn này, cho dù việc thiếu sót một máy bay trinh sát khiến cho nó không mấy hiệu quả trong vai trò này.
Courbet lên đường đi Portsmouth vào ngày 20 tháng 6, và bị chiếm giữ vào ngày 3 tháng 7 như một phần của Chiến dịch Catapult, một nỗ lực của Thủ tướng Anh Winston Churchill nhằm ngăn chặn việc Đức chiếm hữu Hạm đội Pháp. Nó được chuyển cho phe Pháp Tự do một tuần sau đó, để được sử dụng như một tàu kho chứa và tàu phòng không tại Portsmouth cho đến ngày 31 tháng 3 năm 1941 khi nó được giải giáp. Nó tiếp tục phục vụ như một tàu kho và tàu mục tiêu cho đến khi bị đánh đắm như một đê chắn sóng cho cảng Mulberry tại bãi Sword trong trận Normandy. Sau khi tháo dỡ động cơ và các nồi hơi thay thế bằng bê tông, nó được các tàu kéo cứu hộ Anh HMRT Growler và HMRT Samsonia kéo từ Weymouth vào ngày 7 tháng 6 năm 1944. Nó được đánh chìm tại chỗ vào ngày 9 tháng 6 và bị các ngư lôi có người lái Neger đánh trúng trong các đêm 15–16 tháng 8 và 16–17 tháng 8. Nó được tháo dỡ tại chỗ sau chiến tranh.